# Blinding Lights
Blinding Lights är en låt framförd av den kanadensiska sångaren och låtskrivaren The Weeknd. Den släpptes 29 november 2019 genom XO och Republic Records, som den andra singeln från hans fjärde album After Hours (2020). Låten är skriven och producerad av the Weeknd, Max Martin och Oscar Holter. Ahmad Balshe och Jason Quenneville står också med som låtskrivare.
Låten har streamats över 4,7 miljarder gånger på Spotify.

## Musikvideon
Låtens musikvideo laddades upp på YouTube den 21 januari 2020 och hade visats över 921 miljoner gånger den 4 april 2025.